# Jo Cox
Helen Joanne 'Jo' Cox (geboren: Leadbeater; Batley, 22 juni 1974 – Birstall (West Yorkshire), 16 juni 2016) was een Britse politica van de Labour Party. Tijdens de campagne in aanloop naar het referendum over het Britse EU-lidmaatschap sprak Cox zich uit tegen uittreding van het Verenigd Koninkrijk uit de EU. Ze werd een week voor de volksraadpleging vermoord door Thomas Mair, een man met extreemrechtse en nazistische sympathieën, die tegen het EU-lidmaatschap was.

## Biografie

### Politieke carrière
Cox studeerde aan Pembroke College van de Universiteit van Cambridge en werd daar voor het eerst politiek actief. Na haar afstuderen in 1995 werd ze onder meer politiek adviseur van Sarah Brown, de vrouw van de latere premier Gordon Brown. Cox werkte voor ontwikkelingsorganisaties als Oxfam International en de kinderrechtenorganisaties Save the Children en NSPCC.
In 2015 werd ze verkozen in het Lagerhuis voor het kiesdistrict Batley and Spen, de omgeving waarin ze zelf was opgegroeid. Vanuit haar functie maakte ze zich hard voor meer vrouwen in de politiek en voor militaire interventie in de Syrische Burgeroorlog. Cox was een tegenstander van een Brexit, een eventueel uittreden van Groot-Brittannië uit de Europese Unie. Zij voerde actief campagne om mensen ervan te overtuigen 'nee' te zeggen tegen die mogelijkheid in het daartoe uitgeschreven referendum. In maart 2016 ontving Cox enkele dreigmails. Ze deed aangifte, waarop werd besloten om de beveiliging rond haar woonboot op te voeren. Daar is het in de praktijk echter nooit van gekomen.

### Overlijden
Cox werd op 16 juni 2016 na afloop van haar wekelijkse spreekuur in Birstall op straat beschoten en verscheidene keren met een mes gestoken. Ze overleed ongeveer een uur later. Een 52-jarige man genaamd Thomas Mair werd direct na de moordaanslag op straat aangehouden.
De dader zou tijdens zijn aanval meerdere keren "Britain First" geroepen hebben, de naam van een extreemrechtse politieke partij in Groot-Brittannië. Een dag na de moord maakte de politie van West Yorkshire bekend dat mogelijke politieke motieven van de dader en diens banden met extreemrechtse groeperingen als eerste onderzocht werden. In november 2016 veroordeelde een rechtbank in Londen Mair, nadat de jury had vastgesteld dat hij schuldig was aan moord, tot een levenslange gevangenisstraf zonder mogelijkheid van vervroegde vrijlating. Uit het politieonderzoek werd duidelijk dat Mair geobsedeerd was door nazi-Duitsland en extreemrechtse opvattingen aanhing. Tijdens het proces bleef hij zwijgen. Zijn verzoek voor een laatste woord werd hem ontzegd.
De moord op Jo Cox kwam in oktober 2021 opnieuw onder de aandacht nadat parlementslid David Amess op een vergelijkbare wijze om het leven werd gebracht.

### Privé
Cox was gehuwd met Brendan Cox, een adviseur internationale ontwikkelingen van voormalig premier Gordon Brown.

## Eerbetoon

Jo Coxplein in Brussel

In Brussel werd in 2018 een plein naar haar genoemd, het Jo Coxplein.